# Новомихайловка (Пировский район)
Новомихайловка — деревня в Пировском районе Красноярского края в составе Комаровского сельсовета.

## География
Находится примерно в  24 километрах по прямой на юго-запад от районного центра села Пировское.

## Климат
Климат резко континентальный. Самый теплый месяц — июль, со средней температурой +17,8 °С, с абсолютным максимумом +34,6 °С. Самый холодный месяц — январь: средняя температура составляет –20,1 °С, абсолютный минимум –52,5 °С. 

## История
Основана деревня в 1914 году. В 1926 году учтено было 122 жителя, преимущественно русских.  В 1922 году была сделана попытка переименовать деревню в Яковенко, в честь погибшего участника Гражданской войны, однако новое название не прижилось. В советское время работал колхоз «1 мая».

## Население
Постоянное население составляло 61 человек в 2002 году (90% русские),  43 в 2010.